# بينو كوهن
بينو كوهن هو محامي ووكيل نيابة وسياسي إسرائيلي، ولد في 30 سبتمبر 1894 في ألمانيا، وتوفي في 24 نوفمبر 1975 في إسرائيل. نشط حزبياً في الحزب الليبرالي الإسرائيلي. وقد انتخب عضو الكنيست ‏ (4 سبتمبر 1961 – 22 نوفمبر 1965).